# リトアニア社会民主党
リトアニア社会民主党（リトアニア語: Lietuvos socialdemokratų partija、略称: LSDP）は、リトアニアの社会民主主義政党。欧州社会党に参加している。

## 歴史
現在のリトアニア社会民主党は、リトアニア民主労働党と（旧）リトアニア社会民主党が合併して誕生した。民主労働党は1990年まではリトアニア共産党 (LKP) として活動していた政党である。

### リトアニア民主労働党
リトアニア民主労働党 (Lietuvos demokratinė darbo partija; LDDP) は、1990年12月にリトアニア共産党の改革独立派を主体に結成され、アルギルダス・ブラザウスカスが党首に就任した。1992年の議会選挙では単独過半数を占め、ブロニスロヴァス・ルビースを首相とする民主労働党単独内閣を発足させた。1993年には党首ブラザウスカスが大統領に就任した。
社会民主主義的な党綱領を掲げ、1996年の議会選挙まで民主労働党単独で3つの内閣を維持・運営した。しかし、経済不況と党執行部内の汚職疑惑に因って1996年議会選挙では大敗した。

### 旧・リトアニア社会民主党
旧・リトアニア社会民主党 (LSDP) は、帝政ロシア時代の1880年に結成された政党を「復活」する形で1989年に結成された。経済的左派と大きな政府を志向した。その一方で、ソ連編入による抑圧の経験から同じ左派政党である民主労働党を敵視し、民族主義的側面も持ち合わせていた。1992年議会選挙では8議席、1996年議会選挙でも12議席に留まり、党内では民主労働党への接近論が強まった。そして1999年にヴィーテニス・アンドリュカイティスが新党首に選出されたことで、民主労働党との協調路線に転換した。民主労働党との協調に反対する勢力は党内会派「社会民主主義2000」を結成した。

### 民主労働党と社会民主党の統合以後
2000年10月に行われた議会選挙を前にした9月3日、民主労働党と社会民主党は共同党大会を開催した。両党は選挙に向け、1998年に大統領任期満了で政界を引退していたブラザウスカスを擁立し、新民主党 (NDP) とリトアニア・ロシア人連合 (LRS) を加えた選挙連合「アルギルダス・ブラザウスカス社会民主連合」(ABSK) を結成した。選挙連合に反対した党内会派「社会民主主義2000」は社会民主党から分離し、別個の政党となった（2003年にリトアニア社会民主連合に改称）。
ブラザウスカスの選挙連合は選挙で51議席を獲得し、第1勢力となった。選挙直後に発足したリトアニア自由連合 (LLS) など中道諸政党による連立政権が2001年6月に瓦解した後、新同盟とともに第1次ブラザウスカス内閣を発足させた。連立政権発足前の同年1月27日に民主労働党と社会民主党は完全合併を達成し、ブラザウスカスを党首とする新・リトアニア社会民主党が発足した。
2004年の議会選挙でも社会民主党は勝利し、第2次ブラザウスカス内閣を発足させた。この内閣は与党内における汚職や党内抗争が原因で2006年6月に退陣したが、新政権も社会民主党のゲディミナス・キルキラスを首相とする政権となった。キルキラス政権は少数政権であったが、最大野党である祖国同盟＝リトアニア保守党 (TS-LK) の非公式な協力関係を築けたことで安定した政権運営を行うことができた。しかし、エネルギー政策を巡って袂を分かち、2008年の議会選挙では祖国同盟＝リトアニア・キリスト教民主党 (TS-LKD) を中心とした右派勢力に敗北した。
2009年にアルギルダス・ブトケヴィチュスが党首に就任したことで旧社会民主党出身者が初めて、新社会民主党の党首となった（ブラザウスカスとキルキラスは民主労働党出身）。
2012年10月、議会の任期満了によって行われた議会選挙の結果、与党である祖国同盟＝リトアニア・キリスト教民主党を上回って第1党となった。なお議会選挙と同時にヴィサギナス原子力発電所建設の是非を問う国民投票が行われたが、社会民主党は費用対効果の観点から原発建設計画見直しを求めており、ヴィサギナス原子力発電所建設計画は見直しを迫られる可能性が出ている。11月22日、議会がブトケヴィチュス党首を新首相に承認したことで、社会民主党を中心とした連立政権が発足した。
2016年リトアニア議会選挙ではリトアニア農民・緑の連合、祖国同盟＝リトアニア・キリスト教民主党に次ぐ第3党となり、農民・緑の連合との連立政権に加わった。2017年、党幹部は農民・緑の連合との連立から離脱することを決定。これに反対した社会民主党党員は離党し、翌年リトアニア社会民主労働党 (LSDDP) を結党した。

## 歴代党首
歴代党首の一覧を纏める。
- 1989年 - 1991年：カジミエラス・アンタナヴィチュス（リトアニア語版）
- 1991年1月14日 - 1999年6月15日：アロイーザス・サカラス
- 1999年6月15日 - 2001年5月15日：ヴィーテニス・アンドリュカイティス（リトアニア語版）
- 2001年5月15日 - 2007年6月29日：アルギルダス・ブラザウスカス
- 2007年6月29日 - 2009年5月12日：ゲディミナス・キルキラス
- 2009年5月12日 - 2017年5月8日：アルギルダス・ブトケヴィチュス
- 2017年5月8日 - 2021年1月22日：ギンタウタス・パルツカス
- 2021年5月29日 - 2025年5月17日 ：ヴィリヤ・ブリンケヴィチューテ（リトアニア語版、英語版）
- 2025年5月17日 - 2025年7月31日：ギンタウタス・パルツカス
- 2025年8月6日 - ：インガ・ルギニエネ（リトアニア語版）

## 選挙結果

### 国会（セイマス）議員選挙
| 選挙                                   | 比例代表における | 比例代表における | 獲得議席数 | +/–    | 政権                 |
| 選挙                                   | 得票数           | 得票率           | 獲得議席数 | +/–    | 政権                 |
| -------------------------------------- | ---------------- | ---------------- | ---------- | ------ | -------------------- |
| 1920                                   | 087,051          | 12.8 (第3勢力)   | 13 / 112   |        | 野党                 |
| 1922                                   | 084,643          | 10.4 (第5勢力)   | 11 / 78    | 2      | 野党                 |
| 1923                                   | 101,778          | 11.3 (第5勢力)   | 8 / 78     | 3      | 野党                 |
| 1926                                   | 173,250          | 17.0 (第2勢力)   | 15 / 85    | 7      | 連立与党             |
| 1936                                   | 非合法           | 非合法           | 非合法     | 非合法 | 非合法               |
| リトアニア・ソビエト社会主義共和国時代 |                  |                  |            |        |                      |
| 1992                                   | 112,410          | 6.0 (第4勢力)    | 8 / 141    | 8      | 野党                 |
| 1996                                   | 090,756          | 6.9 (第5勢力)    | 12 / 141   | 4      | 野党                 |
| 2000                                   | 457,294          | 31.1 (第1勢力)   | 19 / 141   | 7      | 野党 (2000–2001)     |
| 2000                                   | 457,294          | 31.1 (第1勢力)   | 19 / 141   | 7      | 連立与党 (2001–2004) |
| 2004                                   | 246,852          | 20.7 (第2勢力)   | 20 / 141   | 1      | 連立与党             |
| 2008                                   | 144,890          | 11.7 (第4勢力)   | 25 / 141   | 5      | 野党                 |
| 2012                                   | 251,610          | 19.2 (第2勢力)   | 38 / 141   | 13     | 連立与党             |
| 2016                                   | 183,597          | 15.0 (第3勢力)   | 17 / 141   | 21     | 連立与党 (2016–2017) |
| 2016                                   | 183,597          | 15.0 (第3勢力)   | 17 / 141   | 21     | 野党 (2017–2020)     |
| 2020                                   | 108,649          | 9.6 (第3勢力)    | 13 / 141   | 4      | 野党                 |
| 2020                                   | 240,503          | 19.7 (第1勢力)   | 52 / 141   | 39     | 連立与党             |

### 大統領選挙
| 第1回投票日            | 候補者                                           | 得票率                                           | 当落                                             |
| ---------------------- | ------------------------------------------------ | ------------------------------------------------ | ------------------------------------------------ |
| 1993年12月21日（詳細） | （無所属のスタシース・ロゾライティス候補を支持） | （無所属のスタシース・ロゾライティス候補を支持） | （無所属のスタシース・ロゾライティス候補を支持） |
| 1997年12月21日（詳細） | ヴィーテニス・アンドリュカイティス               | 5.65%                                            | 落選（第4位）                                    |
| 2002年5月25日（詳細）  | ヴィーテニス・アンドリュカイティス               | 7.20%                                            | 落選（第5位）                                    |
| 2004年6月13日（詳細）  | チェスロヴァス・ユルシェーナス                   | 11.85%                                           | 落選（第5位）                                    |
| 2009年5月17日（詳細）  | アルギルダス・ブトケヴィチュス                   | 11.67%                                           | 落選（第2位）                                    |
| 2014年5月11日（詳細）  | ジグマンタス・バルチーティス                     | 13.62%                                           | 落選（第2位）                                    |
| 2019年5月25日（詳細）  | ヴィーテニス・アンドリュカイティス               | 4.77%                                            | 落選（第4位）                                    |
| 2024年5月12日（詳細）  | （無所属のギタナス・ナウセダ候補を支持）         | （無所属のギタナス・ナウセダ候補を支持）         | （無所属のギタナス・ナウセダ候補を支持）         |

### 欧州議会議員選挙
| 選挙 | 得票数  | 得票率 | 獲得議席数 | +/–      |           |
| ---- | ------- | ------ | ---------- | -------- | --------- |
| 2004 | 173,888 | 14.4%  | 2 / 13     |          | 国内第2党 |
| 2009 | 102,347 | 18.1%  | 3 / 12     | 1        | 国内第2党 |
| 2014 | 197,477 | 17.3%  | 2 / 11     | 1        | 国内第2党 |
| 2019 | 199,220 | 15.9%  | 2 / 11     | 増減なし | 国内第2党 |
| 2024 | 121,929 | 17.63% | 2 / 11     | 増減なし | 国内第2党 |

### 地方議会選挙
| 年月日                | 議席数 | 得票率  |
| --------------------- | ------ | ------- |
| 2007年2月25日（詳細） | 302    | 16.31％ |
| 2011年2月27日（詳細） | 328    | 16.30％ |